# Ice Age Trail
Ne doit pas être confondu avec Ice Age Floods National Geologic Trail.
L'Ice Age Trail, en français, sentier de l'ère glaciaire, est un sentier de randonnée américain long de 1 900 km qui traverse l'État du Wisconsin dans le Midwest, entre le comté de Polk à l'ouest et le comté de Door à l'est, après une grande boucle vers le sud. Il est classé National Scenic Trail depuis 1980 et est administré par le National Park Service. Il suit grossièrement la position qu'occupait la moraine terminale de la dernière glaciation d'Amérique du Nord, dite glaciation du Wisconsin.

## Source
- (en) Cet article est partiellement ou en totalité issu de l’article de Wikipédia en anglais intitulé « Ice Age Trail » (voir la liste des auteurs).